# Microregione di Almenara
Ubá è una microregione del Minas Gerais in Brasile, appartenente alla mesoregione di Jequitinhonha.

## Comuni
È suddivisa in 16 comuni:
- Almenara
- Bandeira
- Divisópolis
- Felisburgo
- Jacinto
- Jequitinhonha
- Joaíma
- Jordânia
- Mata Verde
- Monte Formoso
- Palmópolis
- Rio do Prado
- Rubim
- Salto da Divisa
- Santa Maria do Salto
- Santo Antônio do Jacinto